# 臣民党
臣民党（しんみんとう、タイ語：พรรคประชาราช、英語表記：Royalist People's Party (Phracharaj)）は、タイに存在した保守政党。王国民党、国王臣民党などと訳されることもある。地盤はサケーオ県などタイ東部。
タイ愛国党の反タクシン派だったサノ・ティエントンが、愛国党を離党し、2006年1月に結成した。その経緯から愛国党離脱者の軸となるとも目されたが、ほかに有力な新党が次々と結成されたこともあり、2007年12月の総選挙では5議席にとどまった。選挙後は人民の力党主導のサマック連立政権に参加した。同政権の崩壊後はアピシット・ウェーチャチーワ首相率いる民主党主導の連立政権には参加せず、人民の力党の後継政党であるタイ貢献党とともに野党となった。
2011年の下院総選挙を前に党は解散し、タイ貢献党に合流した。事実上、タクシン派に復帰したことになる。